# Eleição municipal de Guarulhos em 2024
A Eleição Municipal na cidade paulista de Guarulhos, ocorreu em dois turnos, ocorrendo o seu primeiro turno em 06 de outubro de 2024 (domingo) e seu segundo turno ocorrendo em 27 de outubro de 2024 (outro domingo), com o intuito de eleger um prefeito, um vice-prefeito e 34 vereadores para a administração guarulhense. 
O atual mandatário, é Guti (PSD), que foi reeleito em 2020, com 57,83% dos votos válidos, em segundo turno, derrotando o ex-prefeito Elói Pietá (então filado ao PT). Por estar cumprindo o seu segundo mandato, a constituição não permite que o mesmo concorra à um terceiro mandato, fazendo assim, que a população guarulhense saíssem as ruas para elegerem um novo prefeito e vice-prefeito. 
A disputa contou com 6 candidatos, tendo apenas 4 candidatos que contava com coligação, sendo a maior coligação do candidato Jorge Wilson (Republicanos), que contou com 8 partidos, e a menor sendo do candidato Elói Pietá (Solidariedade), que teve 3 partidos na sua coligação, mais a Rede Sustentabilidade, que o apoiou de forma indireta. 
Em 06 de Outubro, como nenhum dos candidatos obteve mais de 50% dos votos, foi instaurado um segundo turno entre Lucas Sanches, que obteve 33,25% e Elói Pietá, obtendo 29,81%, Ultrapassando o candidato do governo, Jorge Wilson (Republicanos), que encerrou a disputa com 20,12%. Dessa forma, a campanha de ambos os candidatos iria se estender, com o intuito de conquistar votos para o pleito de 27 de outubro. 
Em 27 de Outubro, Lucas Sanches (PL) vence a disputa, finalizando sua disputa com 58,55% dos votos válidos, contra 41,45% de Elói Pietá (Solidariedade). Sanches se torna o prefeito mais jovem a assumir o executivo guarulhense, devendo assumir com a Prefeitura de Guarulhos com 28 anos, ultrapassando o atual mandatário, Guti, que assumiu a prefeitura de Guarulhos com 32 anos, em 1º de Janeiro de 2017.
Essa é a primeira eleição que contou com as federações partidárias, sendo elas a Federação Brasil da Esperança (PT, PCdoB e PV), Federação PSDB-Cidadania e Federação PSOL-REDE, sendo a ultima federação tendo uma divisão de apoio no primeiro turno.

## Contexto político e antecedentes da eleição

### Contexto político
No dia 29 de outubro de 2020, em segundo turno, Guti (PSD) era reeleito para mais 4 anos a frente do executivo guarulhense, com 57,83% dos votos, derrotando Elói Pietá (então filiado ao PT). Com essa eleição, o atual mandatário já não estaria mais apto a concorrer à um novo mandato. Com isso, a população guarulhense deveria sair as ruas para eleger um novo prefeito e um novo vice-prefeito.

### Racha interna no Partido dos Trabalhadores

Elói Pietá, ao lado do presidente Lula e do Ministro da Educação, Fernando Haddad em 2006

O candidato que havia concorrido pelo PT, era o deputado federal, Alencar Santana, que havia ficado em primeiro lugar na disputa de deputado na eleição de 2022. Entretanto, Elói Pietá, Ex-prefeito de Guarulhos, decidiu questionar o processo, fazendo com que fosse aos tribunais, na qual, o Elói questionou fortemente do porque o estatuto não foi seguido, alegando que todos os filiados do partido no município deveriam votar na escolha do candidato, e que Alencar foi escolhido por apenas 35 filiados. Em fevereiro de 2024, o PT decidiu oficializar a pré-candidatura de Alencar Santana, fazendo com que Elói deixasse o partido após 43 anos de PT, criticando duramente o partido.
| “                                 | Lamentável. O processo de escolha do candidato a presidente do Partido Republicano nos Estados Unidos é mais democrático do que o do PT em Guarulhos para prefeito. Lá, eleitores republicanos decidem. Aqui, 35 membros do diretório não deixaram 25 mil filiados e filiadas decidirem | ” |
| — Elói Pietá, Em entrevista ao G1 | |   |

Posteriormente, nas redes sociais, o diretório municipal do Partido dos Trabalhadores, confirmou a desfiliação de Elói Pietá, e reforçou que o partido iria continuar com a pré-candidatura de Alencar Santana.
| “                                                 | Em nossa cidade seguiremos em frente com o deputado federal Alencar Santana, juntando forças no campo democrático para construção de uma frente ampla para derrotar a política de retrocesso que se instalou em nossa cidade e vêm destruindo as conquistas que obtivemos através de políticas públicas que melhoravam a vida dos Guarulhenses. | ” |
| — Comunicado Oficial do Partido dos Trabalhadores | |   |

O atual mandatário Guti (PSD), anunciando apoio ao candidato Jorge Wilson (Republicanos)

### Direita dividida no primeiro turno
A disputa eleitoral contou com o deputado estadual Jorge Wilson (Republicanos), tendo o apoio do mandatário Guti (PSD), do governador Tarcísio de Freitas (Republicanos) e do ex-presidente Jair Bolsonaro (PL). Já do lado do vereador Lucas Sanches (PL), não contou com o apoio de Bolsonaro, que é do mesmo partido. No segundo turno, o apoio de Tarcísio de Freitas, foi transferido para Lucas Sanches, e posteriormente, nos últimos momentos do segundo turno, o apoio de Bolsonaro foi para o candidato do PL.
| “ | Tenho certeza que ele vai ganhar a eleição e fará um grande mandato. Teremos total parceria. O Governo do Estado está de portas abertas. Vamos trabalhar muito por Guarulhos | ” |
| — Tarcísio de Freitas, durante solenidade do 54º aniversário da Rondas Ostensivas Tobias de Aguiar (Rota) | |   |

## Cronograma Eleitoral
| Início        | Fim           | Atividades | Status    |
| ------------- | ------------- | --- | --------- |
| 7 de março    | 5 de abril    | Janela partidária para vereadores trocarem de partido visando concorrer às eleições sem perder o mandato. | Realizado |
| 6 de abril    | 6 de abril    | Data-limite para todas as legendas e federações partidárias obterem o registro dos estatutos no TSE e para todos os candidatos terem domicílio eleitoral na circunscrição em que desejam disputar as eleições com a filiação deferida pelo partido. | Realizado |
| 15 de maio    | 15 de maio    | Início da campanha de arrecadação prévia de recursos na modalidade de financiamento coletivo para pré-candidatos, sem realização de pedidos de voto e obedecendo a regras relativas à propaganda eleitoral na Internet.                             | Realizado |
| 20 de julho   | 5 de agosto   | Realização de convenções partidárias para deliberar sobre coligações e escolher candidatos às prefeituras e aos cargos de vereador. Os partidos têm até 15 de agosto para registrar os nomes na Justiça Eleitoral.                                  | Realizado |
| 16 de agosto  | 16 de agosto  | Início das campanhas eleitorais de forma igualitária, podendo qualquer publicidade ou manifestação com pedido explícito de voto antes da data ser considerada irregular e multada.                                                                  | Realizado |
| 30 de agosto  | 3 de outubro  | Veiculação da propaganda eleitoral gratuita no rádio e na televisão. | Realizado |
| 6 de outubro  | 6 de outubro  | Realização do primeiro turno das eleições municipais. | Realizado |
| 11 de outubro | 25 de outubro | Veiculação da propaganda eleitoral gratuita no rádio e na televisão para o segundo turno. | Realizado |
| 27 de outubro | 27 de outubro | Realização de um eventual segundo turno nas cidades com mais de 200 mil eleitores em que o candidato a prefeito mais votado não tenha atingido a metade mais um dos votos válidos.                                                                  | Realizado |

## Clausula de Barreira
Os partidos teriam de obter, nas eleições para a Câmara dos Deputados de 2022, pelo menos 1,5% dos votos válidos, em ao menos um terço das unidades da federação, com ao menos 1% dos votos válidos em cada uma delas; ou ter eleito pelo menos 9 deputados, distribuídos em ao menos, um terço das unidades da federação. Os partidos que não atingiram estes números podem ficar sem receber o financiamento do fundo partidário, além de não terem direito ao tempo de TV. Portanto os seguintes partidos serão afetados: Agir, DC, MOBILIZA, NOVO, PCB, PCO, PMB, PRTB, PSTU, UP

## Convenções Partidárias
As convenções abaixo, apresentam as homologações das candidaturas. Posteriormente, o PT faria uma nova convenção, para homologar a candidatura a candidata a vice-prefeita. Já o Republicanos, faria uma nova convenção, para homologar a candidatura de uma nova candidata à vice-prefeita, após indeferimento de Professor Jesus (Podemos).
| Coligação | Coligação                           | Titular   | Vice     | Data da Convenção    | Local                         |
| --------- | ----------------------------------- | --------- | -------- | -------------------- | ----------------------------- |
|           | A Mudança Começa Agora              | Sanches   | Surfista | 20 de Julho de 2024  | Parque Santo Agostinho        |
|           | Partido Democrático Trabalhista     | Nakashima | Cabeça   | 21 de Julho de 2024  | Câmara Municipal de Guarulhos |
|           | Guarulhos, Bora Resolver!           | Wilson    | Jesus    | 03 de Agosto de 2024 | Espaço Inter - Ponte Alta     |
|           | Renovar para Mudar Guarulhos        | Alencar   | Kobayahi | 03 de Agosto de 2024 | CEU Bonsucesso                |
|           | Partido Socialista Brasileiro       | Ramos     | Papotto  | 03 de Agosto de 2024 | Câmara Municipal de Guarulhos |
|           | Experiência e Futuro para Guarulhos | Pietá     | Corrêa   | 04 de Agosto de 2024 | Espaço Inter - Ponte Alta     |

## Biografia dos Candidatos

Logotipo da campanha eleitoral de Alencar Santana Braga (PT) à prefeitura de Guarulhos.

- Logotipo da campanha eleitoral de Alencar Santana Braga (PT) à prefeitura de Guarulhos. Alencar Santana (PT) - Natural de São Paulo, Alencar Santana foi a escolha do Partido dos Trabalhadores para concorrer ao executivo guarulhense. Sua escolha foi marcada por divergências dentro do partido, onde uma ala defendia que Elói Pietá saísse novamente candidato pelo PT. No final, Alencar foi escolhido como candidato. Filiado ao PT desde 1998, começou sua carreira política iniciou no ano de 2004, quando foi eleito vereador de Guarulhos, sendo reeleito em 2008. Foi eleito em 2010 para deputado estadual, permanecendo até 2018. Em 2018 foi eleito deputado federal, sendo reeleito no ano seguinte. Em 2009, foi nomeado secretário de governo, do Prefeito de Sebastião Almeida, permanecendo até 2010. Se apresenta para a primeira candidatura, tendo como vice, a empresária Milene Kobayashi (Agir).

Logotipo da campanha eleitoral de Elói Pietá (Solidariedade) à prefeitura de Guarulhos.

Logotipo (Inicial) da campanha eleitoral de Jorge Wilson (Republicanos) à prefeitura de Guarulhos. (Posteriormente o vice viria a ser substituído)

Logotipo da campanha eleitoral de Lucas Sanches (PL) à prefeitura de Guarulhos.

- Logotipo da campanha eleitoral de Elói Pietá (Solidariedade) à prefeitura de Guarulhos.  Logotipo (Inicial) da campanha eleitoral de Jorge Wilson (Republicanos) à prefeitura de Guarulhos. (Posteriormente o vice viria a ser substituído)Logotipo da campanha eleitoral de Lucas Sanches (PL) à prefeitura de Guarulhos. Elói Pietá (Solidariedade) - Natural de Gaurama, Pietá se apresenta para sua sexta corrida ao executivo municipal. Sendo um nome histórico do PT, se apresenta a corrida pelo Solidariedade. Em 1982, se elege vereador de Guarulhos, cargo que ocupou até 1990, dentro câmara municipal, chegou a ser presidente no biênio 1989-1990. Em 1990, concorre à uma vaga na ALESP, ficando lá até os anos 2000. Em 1992, concorre pela primeira vez ao cargo de prefeito, mas acaba ficando em 3º lugar. Em 2000, é escolhido novamente para concorrer, vencendo a disputa com uma margem pequena em relação ao mandatário Jovino Cândido (PV). Em 2004, concorre à reeleição, vencendo a disputa em primeiro turno, com 53,58% dos votos válidos. Em 2009, deixa o cargo ao seu sucessor, Sebastião Almeida, que permaneceria no cargo por 8 anos. Em 2016, decide retornar a concorrer ao executivo guarulhense, mas, com o contexto de Impeachment da então presidente Dilma Rousseff, e a baixa popularidade de Almeida, Pietá acaba a disputa em 3º lugar. Em 2018, concorre almejava concorrer ao Governo de São Paulo, mas com a indicação de Luiz Marinho, concorre ao cargo de deputado federal, obtendo a suplência, que posteriormente o efetivaria, mas acabaria ficando 1 mês no congresso, período esse que caiu no recesso parlamentar. Em 2020, concorre novamente à prefeitura de Guarulhos, mas acabou ficando em segundo lugar, com 42,17% dos votos validos. Sua vice é Fran Corrêa (MDB), que concorreu em 2020 para o cargo de prefeita pelo PSDB.
- Jorge Wilson (Republicanos) - Natural de Bauru, Jorge Wilson se apresenta para sua 2ª corrida eleitoral ao executivo municipal. Popularmente conhecido por ser o Xerife do Consumidor, em programas de defesa do consumidor na Record, se apresenta como candidato do governo Guti. Sua carreira política deu-se início em 2004, quando concorreu pela primeira vez ao cargo de vereador de Guarulhos, na ocasião, obteve a suplência. voltaria a concorrer para o cargo de deputado estadual em 2006, vereador em 2008 e deputado federal em 2010, ambas candidaturas pelo Progressistas. Em 2014, concorreria ao cargo de deputado estadual pelo PRB, com uma ligação mais forte com o deputado federal Celso Russomano. Em 2016, concorreria para o cargo de Prefeito de Guarulhos, ficando na ocasião em 4º Lugar. Em 2018 seria reeleito deputado federal, feito que seria repetido em 2022. Durante 6 anos, exerceu o cargo de Diretor do PROCON de Guarulhos. Inicialmente teria como vice, o atual vice-prefeito, Prof. Jesus (Podemos), mas após o registro do vice ter sido impugnado por inelegibilidade, tem como vice, Edna Sarlo (PRTB). Conta com o apoio do Governador de São Paulo, Tarcísio de Freitas, e do Ex-Presidente, Jair Bolsonaro (PL), embora o PL teve um candidato próprio nessa disputa.
- Lucas Sanches (PL) - Natural de São Paulo, Lucas Sanches é o candidato mais jovem da disputa. Sua carreira política deu-se início em 2016, quando concorreu ao cargo de Vereador de Guarulhos, pelo Progressistas, mas sua primeira vitória eleitoral seria em 2020, quando conquistou uma cadeira na câmara municipal, sendo o único representante do partido. Teve participação no Movimento Brasil Livre (MBL). Durante seu mandato como vereador, ficou popularmente conhecido como "Fiscal do Povo", onde fiscalizou diversos serviços públicos, como obras e postos de saúde por todo o município. Em 2022, concorreria à uma vaga de deputado federal, mas acabou não sendo eleito. No final de 2023, Lucas decide deixar o Progressistas para se filiar ao PL, onde se vinculou à imagem do ex-presidente Jair Bolsonaro (PL), mesmo não tendo o apoio do ex-presidente durante o primeiro turno. Tem como vice, o tambem vereador Thiago Surfista (NOVO), que até então, viria a ser candidato a prefeito.
- Márcio Nakashima (PDT) - Natural de Guarulhos, Márcio Nakashima, se apresenta à sua primeira corrida municipal. Sua notoriedade foi obtida pelo caso que envolveu a sua irmã, a advogada Mércia Nakashima. Sua carreira política iniciou-se 2004, quando concorreu ao cargo de vereador de Piracaia, pelo PDT. Em 2008, concorreria a reeleição, desta vez, pelo PTB, mas acabou ficando na suplência. Em 2014, pelo PMDB concorreria ao cargo de Deputado Federal, mas também ficou como suplente. Em 2016, concorreria ao cargo de vereador de Guarulhos, pelo extinto PRP. teve uma passagem pelo Partido da Republica (PR), mas após 11 anos, Nakashima retorna ao PDT e se candidata ao cargo de Deputado Estadual, vencendo a disputa. Em 2020, viria a concorrer ao cargo de prefeito, mas desistiu da candidatura. Em 2022, viria a ser reeleito novamente ao cargo de deputado estadual. Em 2024, se apresenta a sua primeira corrida ao executivo municipal. Seu vice é o presidente do diretório do PDT Guarulhos, Josinaldo Cabeça.
- Waldomiro Ramos (PSB) - Natural de Nazaré Paulista, Tem uma carreira sólida no município de Guarulhos, sendo vereador até o ano de 2005. Se apresenta para a sua segunda corrida à prefeitura. A primeira foi no ano de 2004, pelo então PTN (hoje, denominado Podemos). Na câmara municipal, foi presidente da câmara municipal, no período da Constituinte, no biênio de 1989 a 1990. Em 2010, pelo PTB, concorreu ao cargo de deputado federal, mas obteve a suplência. à convite do Ministro do MEMEPP, Márcio França (PSB), se filia ao partido e concorre pela segunda vez ao executivo municipal. Sua vice é a psicóloga Cláudia Papotto, que é filha do ex-prefeito Vicentino Papotto.

## Candidatos
Nota: O número dos candidatos estão de ordem crescente.
| Nº | Candidato a Prefeito | Candidato a Prefeito                | Candidato a Prefeito | Candidato a Prefeito | Candidato a Vice-Prefeito | Candidato a Vice-Prefeito | Candidato a Vice-Prefeito  | Candidato a Vice-Prefeito | Candidato a Vice-Prefeito                                                                | Coligação |
| Nº | Foto                 | Nome                                | Partido              | Cargo(s) Anterior(es) | P.                        | Foto                      | Nome                       | Partido                   | Cargo(s) Anterior(es)/Relevante                                                          | Coligação |
| -- | -------------------- | ----------------------------------- | -------------------- | --- | ------------------------- | ------------------------- | -------------------------- | ------------------------- | ---------------------------------------------------------------------------------------- | --- |
| 10 |                      | Jorge Wilson (Xerife do Consumidor) | Republicanos         | - Deputado Estadual de São Paulo (2015-atual) |                           |                           | Edna Sarlo (Edna da Saúde) | PRTB                      | - Servidora Pública                                                                      | Guarulhos, bora resolver! - Republicanos - PRTB - Podemos - FE. PSDB-Cidadania - Mobilização Nacional - PSD - Progressistas |
| 12 |                      | Márcio Nakashima                    | PDT                  | - Deputado Estadual de São Paulo (2019-atual) |                           |                           | Josinaldo "Cabeça"         | PDT                       | - Presidente do PDT Guarulhos - Presidente do Sindicato dos Metalúrgicos de Guarulhos    | Partido Isolado |
| 13 |                      | Alencar Santana                     | PT FE. Brasil        | - Deputado Federal por São Paulo (2019-atual) |                           |                           | Milene Kobayashi           | Agir                      | - Empresária                                                                             | Renovar para mudar Guarulhos - FE. Brasil (PT, PCdoB, PV) - Agir - Avante - FE. PSOL-REDE                                   |
| 22 |                      | Lucas Sanches                       | PL                   | - Vereador de Guarulhos (2021-atual) |                           |                           | Thiago Surfista            | NOVO                      | - Vereador de Guarulhos (2017-atual) - Secretário do Meio Ambiente (2021-2022/2022-2024) | A mudança começa agora - PL - NOVO - DC - PMB                                                                               |
| 40 |                      | Waldomiro Ramos                     | PSB                  | - Vereador de Guarulhos (1983-2004) |                           |                           | Claudia Papotto            | PSB                       | - Psicóloga                                                                              | Partido Isolado |
| 77 |                      | Elói Pietá                          | Solidariedade        | - Vereador de Guarulhos (1983-1990) - Deputado Estadual de São Paulo (1991-2000) - Prefeito de Guarulhos (2001-2009) - Deputado Federal por São Paulo (Jan. 2023-Fev. 2023) |                           |                           | Fran Corrêa                | MDB                       | - Dentista - Empresária                                                                  | Experiência e futuro para Guarulhos - Solidariedade - MDB - União Brasil                                                    |

#### Substituição de Vice
O vice original da campanha de Jorge Wilson (Republicanos) era o vice-prefeito de Guarulhos, Prof. Jesus (Podemos). Entretanto a Justiça Eleitoral indeferiu a candidatura do vice-prefeito, afirmando ausência de elegibilidade, tendo em vista que o mesmo estava inelegível por improbidade administrativa, por tentar aprovar lei para a contratação de servidores públicos sem licitação. Pela legislação eleitoral, Jesus poderia recorrer e se manter na corrida até uma nova decisão, ou a indicação de uma nova vice. 
Em suas redes sociais, Prof. Jesus anunciou que ele estava elegível por meio da justiça, e anunciou a sua retirada de sua pré-candidatura à vice-prefeito, dando espaço para que Edna Sarlo (PRTB) assumisse o posto até o final da campanha. 
| Nº | Candidato a Prefeito | Candidato a Prefeito                | Candidato a Prefeito | Candidato a Prefeito                   | Candidato a Vice-Prefeito | Candidato a Vice-Prefeito | Candidato a Vice-Prefeito | Candidato a Vice-Prefeito | Candidato a Vice-Prefeito | Coligação |
| Nº | Foto                 | Nome                                | Partido              | Cargo Anterior                         | P.                        | Foto                      | Nome                      | Partido                   | Cargo Anterior | Coligação |
| -- | -------------------- | ----------------------------------- | -------------------- | -------------------------------------- | ------------------------- | ------------------------- | ------------------------- | ------------------------- | --- | --- |
| 10 |                      | Jorge Wilson (Xerife do Consumidor) | Republicanos         | - Deputado Estadual de SP (2015-atual) |                           |                           | Prof. Jesus               | Podemos                   | - Vice-Prefeito de Guarulhos (2021-atual) - Secretário de Cultura de Guarulhos (2021-2024) - Vereador de Guarulhos (2009-2020) | Guarulhos, bora resolver! - Republicanos - Podemos - PRTB - FE. PSDB-Cidadania - Mobilização Nacional - PSD - Progressistas |

## Desistências
- Fran Corrêa (MDB) - Esposa do ex-deputado federal, Eli Corrêa Filho (UNIÃO), que havia concorrido em 2016, perdendo para o então candidato Guti (então filiado ao PSB), foi candidata em 2020 pelo PSDB, ficando na ocasião em terceiro lugar. Almejava concorrer mais uma vez ao cargo de Prefeita de Guarulhos, inicialmente pelo PSDB, e posteriormente pelo MDB. Nas pesquisas aparecia com menos de 5% das intenções de votos. Após negociações com o candidato do Solidariedade, desiste da sua pré-candidatura ao cargo de prefeita, para se tornar candidata a vice-prefeita na chapa de Elói Pietá[10].
- Thiago Surfista (NOVO) - Secretário de Meio Ambiente de Guarulhos e Vereador de segundo mandato, surfista aparecia como um potencial candidato a prefeito de Guarulhos, iniciando sua pré-candidatura pelo PSD e posteriormente pelo Partido Novo. Aparecia numericamente a frente do vice-prefeito Prof. Jesus (Podemos). Flutuava entre 3% a 5%. Após negociações com o candidato do PL, Surfista desiste de sua pré-candidatura, para se tornar candidato à vice-prefeito na chapa de Lucas Sanches[11].
- Edmilson Americano (Sem Partido) - Secretário de Governo de Guarulhos, aparecia constantemente como o possível candidato para suceder o atual mandatário. Durante sua pré-candidatura, contou com apoio de partidos como PRTB, Cidadania, Agir e Mobilização Nacional, e de alguns vereadores, como o presidente da câmara dos vereadores, Ticiano (então filiado ao Cidadania) e de Geraldo Celestino (MOBILIZA). Posteriormente, desistiu de sua pré-candidatura para apoiar o candidato Jorge Wilson (Republicanos), que posteriormente se tornaria o candidato do governo[12].
- Prof. Jesus (Podemos) - Ex-Vereador de Guarulhos, por 3 mandatos, e vice-prefeito eleito em 2020, além de secretário da cultura do governo Guti, decide migrar do Republicanos para o Podemos. Ele anunciava a sua pré-candidatura, entretanto, tempos depois, decide sair da pré-candidatura de prefeito e se tornar vice na chapa de Jorge Wilson (Republicanos), que era apoiado pelo Prefeito de Guarulhos[13][14]. Posteriormente, sua candidatura a vice, seria barrada pela Justiça, por sua inelegibilidade.

## Candidaturas Partidárias a Vereador
A regra eleitoral permite que um partido ou federação indique uma chapa que contenha, no máximo, 100% das vagas em disputa mais 1. No caso de Guarulhos, o número máximo de candidaturas é de 35.
A tabela a seguir apresenta o número de candidaturas em cada partido e federação, estando agrupados a partir de coligações na disputa do poder executivo. Ressalte-se que, desde a promulgação da Emenda Constitucional nº 97/2017, a coligação em eleições proporcionais não existe mais no Brasil, sendo demonstrada a coligação majoritária apenas a título de visualização agrupada.
| Coligação ao executivo                              | Partido ou federação | Partido ou federação | Candidatos | Candidatos | Candidatos | Candidatos |
| --------------------------------------------------- | -------------------- | -------------------- | ---------- | ---------- | ---------- | ---------- |
| Renovar para Mudar Guarulhos (110 candidatos)       |                      | FE Brasil            | 35         |            | PT         | 31         |
| Renovar para Mudar Guarulhos (110 candidatos)       |                      | FE Brasil            | 35         | PCdoB      | 2          |            |
| Renovar para Mudar Guarulhos (110 candidatos)       |                      | FE Brasil            | 35         | PV         | 2          |            |
| Renovar para Mudar Guarulhos (110 candidatos)       |                      | Fed. PSOL REDE       | 35         |            | PSOL       | 24         |
| Renovar para Mudar Guarulhos (110 candidatos)       |                      | Fed. PSOL REDE       | 35         | REDE       | 11         |            |
| Renovar para Mudar Guarulhos (110 candidatos)       |                      | Agir                 | 35         | 35         | 35         | 35         |
| Renovar para Mudar Guarulhos (110 candidatos)       |                      | Avante               | 35         | 35         | 35         | 35         |
| Experiência e Futuro pra Guarulhos (105 candidatos) |                      | Solidariedade        | 35         | 35         | 35         | 35         |
| Experiência e Futuro pra Guarulhos (105 candidatos) |                      | MDB                  | 35         | 35         | 35         | 35         |
| Experiência e Futuro pra Guarulhos (105 candidatos) |                      | UNIÃO                | 35         | 35         | 35         | 35         |
| Guarulhos, Bora Resolver! (197 candidatos)          |                      | Republicanos         | 35         | 35         | 35         | 35         |
| Guarulhos, Bora Resolver! (197 candidatos)          |                      | PRTB                 | 27         | 27         | 27         | 27         |
| Guarulhos, Bora Resolver! (197 candidatos)          |                      | PODE                 | 28         | 28         | 28         | 28         |
| Guarulhos, Bora Resolver! (197 candidatos)          |                      | PSD                  | 23         | 23         | 23         | 23         |
| Guarulhos, Bora Resolver! (197 candidatos)          |                      | PP                   | 24         | 24         | 24         | 24         |
| Guarulhos, Bora Resolver! (197 candidatos)          |                      | Fed. PSDB Cidadania  | 28         |            | PSDB       | 10         |
| Guarulhos, Bora Resolver! (197 candidatos)          |                      | Fed. PSDB Cidadania  | 28         | Cidadania  | 18         |            |
| Guarulhos, Bora Resolver! (197 candidatos)          |                      | MOBILIZA             | 32         | 32         | 32         | 32         |
| A Mudança Começa Agora (131 candidatos)             |                      | PL                   | 35         | 35         | 35         | 35         |
| A Mudança Começa Agora (131 candidatos)             |                      | NOVO                 | 28         | 28         | 28         | 28         |
| A Mudança Começa Agora (131 candidatos)             |                      | PMB                  | 35         | 35         | 35         | 35         |
| A Mudança Começa Agora (131 candidatos)             |                      | DC                   | 33         | 33         | 33         | 33         |
| Sem coligação (65 candidatos)                       |                      | PDT                  | 33         | 33         | 33         | 33         |
| Sem coligação (65 candidatos)                       |                      | PSB                  | 32         | 32         | 32         | 32         |

## Debates

### Primeiro Turno
Durante o primeiro turno, ocorreu 04 debates, contendo 03 veículos grandes, sendo elas a Revista Veja, Rede Bandeirantes e o portal G1 do Grupo Globo.

Elói Pietá e Lucas Sanches em debate nos estúdios do G1, sob mediação de José Roberto Burnier

| Data           | Organizador(es) | Mediação             | Elói Pietá (SD) | Jorge Wilson (REP) | Lucas Sanches (PL) | Alencar Santana (PT) | Márcio Nakashima (PDT) | Waldomiro Ramos (PSB) | Ref.   |
| -------------- | --------------- | -------------------- | --------------- | ------------------ | ------------------ | -------------------- | ---------------------- | --------------------- | ------ |
| 16 de agosto   | ACE             | Luiz Claudio Pires   | Presente        | Presente           | Presente           | Presente             | Ausente                | Presente              | [ 17 ] |
| 26 de agosto   | Veja            | Marcela Rahal        | Presente        | Presente           | Presente           | Presente             | Não convidado          | Não convidado         | [ 18 ] |
| 31 de agosto   | Band            | Marco Antonio Sabino | Presente        | Presente           | Presente           | Presente             | Presente               | Presente              | [ 19 ] |
| 27 de setembro | G1              | José Roberto Burnier | Presente        | Presente           | Presente           | Presente             | Presente               | Presente              | [ 20 ] |

### Segundo Turno
Após a definição de segundo turno, os debates começaram, com o intuito do eleitor conhecer com maior profundidade os candidatos que passaram para o segundo turno, que ocorrerá no dia 27 de Outubro.
Os debates do segundo turno começaram com a Associação Comercial e Empresarial de Guarulhos (ACE), e encerrando com o G1. A Rede Bandeirantes e a revista Veja não realizaram debates, como havia ocorrido no primeiro turno.
| Data          | Organizador(es) | Mediação             | Elói Pietá (SD) | Lucas Sances (PL) | Ref.   |
| ------------- | --------------- | -------------------- | --------------- | ----------------- | ------ |
| 11 de Outubro | ACE             | Luiz Claudio Pires   | Presente        | Presente          | [ 21 ] |
| 18 de Outubro | G1              | José Roberto Burnier | Presente        | Presente          | [ 22 ] |

## Apoio no Segundo Turno
Após a confirmação do segundo turno entre Lucas Sanches e Elói Pietá, os candidatos derrotados e os demais partidos se posicionaram quanto a seus apoios. Vereadores, e personalidades políticas também de posicionaram em relação de apoios no município.
| Lucas Sanches | Lucas Sanches                                                       |
| ------------- | ------------------------------------------------------------------- |
| Partidos      | PSDB                                                                |
| Partidos      | Cidadania                                                           |
| Partidos      | Agir                                                                |
| Partidos      | Avante                                                              |
| Partidos      | Progressistas                                                       |
| Partidos      | PSD                                                                 |
| Partidos      | Republicanos                                                        |
| Partidos      | Mobilização Nacional                                                |
| Políticos     | Jair Bolsonaro Ex-Presidente do Brasil                              |
| Políticos     | Tarcísio de Freitas Governador de São Paulo                         |
| Políticos     | Ticiano Vereador Reeleito                                           |
| Políticos     | Valdemar Costa Neto Ex-Deputado Federal e Presidente Nacional do PL |

| Neutralidade | Neutralidade                                            |
| ------------ | ------------------------------------------------------- |
| Partidos     | Podemos                                                 |
| Partidos     | PRTB                                                    |
| Políticos    | Guti Prefeito de Guarulhos                              |
| Políticos    | Jorge Wilson Deputado Estadual e 3º Colocado na Disputa |

| Elói Pietá | Elói Pietá                                                                                              |
| ---------- | --- |
| Partidos   | Rede Sustentabilidade                                                                                   |
| Partidos   | PT |
| Partidos   | PCdoB                                                                                                   |
| Partidos   | PV |
| Partidos   | PSOL |
| Partidos   | PDT |
| Partidos   | PSB |
| Políticos  | Waldomiro Ramos 6º Colocado na disputa eleitoral                                                        |
| Políticos  | Alencar Santana Braga Deputado Federal e 4º Colocado na disputa eleitoral                               |
| Políticos  | Márcio França Ex-Governador de São Paulo e Ministro do MEMEPP                                           |
| Políticos  | Tabata Amaral Deputada Federal e 4º Lugar na Disputa à prefeitura de São Paulo                          |
| Políticos  | Gilberto Kassab Ex-Prefeito de São Paulo e Secretário de Governo e Relações Institucionais de São Paulo |
| Políticos  | Marina Silva Ex-Senadora e Ministra de Meio Ambiente e Mudanças Climáticas                              |
| Políticos  | Janete Pietá Ex-Primeira dama de Guarulhos e Vereadora Reeleita de Guarulhos                            |
| Políticos  | Fernanda Curti Vereadora Reeleita de Guarulhos                                                          |
| Políticos  | Paulinho da Força Deputado Federal                                                                      |
| Políticos  | Sebastião Almeida Ex-Prefeito de Guarulhos                                                              |
| Políticos  | Geraldo Alckmin Vice-Presidente do Brasil                                                               |

## Pesquisas Eleitorais
| Fonte | Data(s) conduzida(s) | Amostragem | Pietá Solidariedade | Sanches PL          | Wilson Republicanos | Alencar PT    | Nakashima PDT | Ramos PSB     | Abst. Indec. | Abst. Indec. | Vantagem | Ref.   |    |    |    |     |     |     |  |
| --- | -------------------- | ---------- | ------------------- | ------------------- | ------------------- | ------------- | ------------- | ------------- | ------------ | ------------ | -------- | ------ | -- | -- | -- | --- | --- | --- |  |
| Fonte | Data(s) conduzida(s) | Amostragem | VOX Brasil          | 30-set/03-out/2024  | 800                 | 23%           | 13%           | 8%            | Abst. Indec. | Abst. Indec. | Vantagem | Ref.   | 4% | 2% | 0% | 49% | 49% | 10% |  |
| 33% | 19%                  | 14%        | VOX Brasil          | 30-set/03-out/2024  | 800                 | 8%            | 5%            | 1%            | 21%          | 21%          | 14%      |        |    |    |    |     |     |     |  |
| 41% | 24%                  | 17%        | VOX Brasil          | 30-set/03-out/2024  | 800                 | 11%           | 6%            | 1%            | —            | —            | 17%      |        |    |    |    |     |     |     |  |
| Atlas Intel | 27-set/02-out/2024   | 830        | 26,40%              | 25,9%               | 19,6%               | 14,1%         | 6,9%          | 0,5%          | 6,5%         | 6,5%         | 0,50%    |        |    |    |    |     |     |     |  |
| Atlas Intel | 27-set/02-out/2024   | 830        | 28,50%              | 27,6%               | 21%                 | 15%           | 7,4%          | 0,6%          | —            | —            | 0,90%    |        |    |    |    |     |     |     |  |
| IPEC | 30-set/02-out/2024   | 800        | 34%                 | 23%                 | 10%                 | 11%           | 4%            | 1%            | 17%          | 17%          | 11%      |        |    |    |    |     |     |     |  |
| Instituto VOX | 28-30/set/2024       | 1.200      | 23,10%              | 17,9%               | 21,5%               | 10,2%         | 4,3%          | 1,4%          | 21,6%        | 21,6%        | 1,60%    |        |    |    |    |     |     |     |  |
| Instituto VOX | 28-30/set/2024       | 1.200      | 27,10%              | 16,6%               | 24,8%               | 13,3%         | 6,2%          | 2,7%          | 9%           | 9%           | 2,30%    |        |    |    |    |     |     |     |  |
| VOX Brasil | 22-25/set/2024       | 800        | 22%                 | 15%                 | 9%                  | 7%            | 2%            | 0%            | 44%          | 44%          | 7%       |        |    |    |    |     |     |     |  |
| VOX Brasil | 22-25/set/2024       | 800        | 31%                 | 19%                 | 13%                 | 11%           | 4%            | 1%            | 21%          | 21%          | 12%      |        |    |    |    |     |     |     |  |
| VOX Brasil | 22-25/set/2024       | 800        | 39%                 | 24%                 | 16%                 | 14%           | 5%            | 1%            | —            | —            | 15%      |        |    |    |    |     |     |     |  |
| Data News Brasil | 21-23/set/2024       | 1.200      | 22,90%              | 17,4%               | 21,3%               | 9,7%          | 4,9%          | 1,6%          | 22,2%        | 22,2%        | 1,60%    |        |    |    |    |     |     |     |  |
| Data News Brasil | 21-23/set/2024       | 1.200      | 27,20%              | 19,5%               | 23,9%               | 12,1%         | 6,3%          | 2,6%          | 4,4%         | 4,4%         | 3,30%    |        |    |    |    |     |     |     |  |
| VOX Brasil | 16-19/set/2024       | 800        | 19%                 | 15%                 | 7%                  | 5%            | 1%            | 1%            | 52%          | 52%          | 4%       |        |    |    |    |     |     |     |  |
| VOX Brasil | 16-19/set/2024       | 800        | 27%                 | 24%                 | 12%                 | 9%            | 5%            | 2%            | 22%          | 22%          | 3%       |        |    |    |    |     |     |     |  |
| Data News Brasil | 13-15/set/2024       | 1.200      | 18,40%              | 10,9%               | 12,1%               | 5,2%          | 2,5%          | 0,8%          | 50,1%        | 50,1%        | 7,50%    |        |    |    |    |     |     |     |  |
| Data News Brasil | 13-15/set/2024       | 1.200      | 27,70%              | 20,1%               | 23,5%               | 11,4%         | 6,8%          | 2,9%          | 7,6%         | 7,6%         | 4,20%    |        |    |    |    |     |     |     |  |
| RealTime Big Data | 13-14/set/2024       | 1.000      | 15%                 | 9%                  | 10%                 | 6%            | 3%            | 2%            | 55%          | 55%          | 5%       |        |    |    |    |     |     |     |  |
| RealTime Big Data | 13-14/set/2024       | 1.000      | 26%                 | 20%                 | 22%                 | 12%           | 7%            | 2%            | 11%          | 11%          | 4%       |        |    |    |    |     |     |     |  |
| VOX Brasil | 08-12/set/2024       | 800        | 16%                 | 13%                 | 5%                  | 4%            | 1%            | 0%            | 60%          | 60%          | 3%       |        |    |    |    |     |     |     |  |
| VOX Brasil | 08-12/set/2024       | 800        | 26%                 | 21%                 | 11%                 | 12%           | 3%            | 1%            | 26%          | 26%          | 5%       |        |    |    |    |     |     |     |  |
| VOX Brasil | 08-12/set/2024       | 800        | 27%                 | 22%                 | 12%                 | 12%           | —             | —             | 27%          | 27%          | 5%       |        |    |    |    |     |     |     |  |
| Inteligence | 05-06/set/2024       | 600        | 22%                 | 15%                 | 18%                 | 4%            | 4%            | 2%            | 35%          | 35%          | 4%       |        |    |    |    |     |     |     |  |
| Inteligence | 05-06/set/2024       | 600        | 30%                 | 18%                 | 24%                 | 6%            | 5%            | 3%            | 14%          | 14%          | 6%       |        |    |    |    |     |     |     |  |
| Paraná Pesquisas | 31-ago/03-set/2024   | 800        | 14%                 | 9%                  | 7,20%               | 3,1%          | 1,1%          | 0,4%          | 64,4%        | 64,4%        | 5%       | [ 23 ] |    |    |    |     |     |     |  |
| Paraná Pesquisas | 31-ago/03-set/2024   | 800        | 31,40%              | 20,4%               | 17,1%               | 8,4%          | 5,4%          | 1,9%          | 15,6%        | 15,6%        | 11%      | [ 23 ] |    |    |    |     |     |     |  |
| Inteligence | 21-22/ago/2024       | 600        | 19%                 | 6%                  | 16%                 | 6%            | 4%            | 3%            | 46%          | 46%          | 3%       |        |    |    |    |     |     |     |  |
| Inteligence | 21-22/ago/2024       | 600        | 27%                 | 11%                 | 23%                 | 9%            | 6%            | 3%            | 21%          | 21%          | 4%       |        |    |    |    |     |     |     |  |
| VOX Brasil | 20-23/ago/2024       | 800        | 15%                 | 8%                  | 5%                  | 2%            | 1%            | 0%            | 69%          | 69%          | 7%       |        |    |    |    |     |     |     |  |
| VOX Brasil | 20-23/ago/2024       | 800        | 28%                 | 16%                 | 17%                 | 7%            | 4%            | 2%            | 25%          | 25%          | 11%      |        |    |    |    |     |     |     |  |
| VOX Brasil | 20-23/ago/2024       | 800        | 29%                 | 20%                 | 19%                 | 7%            | —             | —             | 24%          | 24%          | 9%       |        |    |    |    |     |     |     |  |
| RealTime Big Data | 17-19/ago/2024       | 1.000      | 10%                 | 5%                  | 3%                  | 2%            | 1%            | 0%            | 79%          | 79%          | 5%       |        |    |    |    |     |     |     |  |
| RealTime Big Data | 17-19/ago/2024       | 1.000      | 28%                 | 14%                 | 22%                 | 9%            | 6%            | 2%            | 19%          | 19%          | 6%       |        |    |    |    |     |     |     |  |
| IPEC | 09-11/ago/2024       | 800        | 32%                 | 13%                 | 12%                 | 10%           | 5%            | 3%            | 26%          | 26%          | 19%      |        |    |    |    |     |     |     |  |
| ASN | 19-21/set/2024       | 800        | 5,37%               | 3%                  | 2%                  | 1,25%         | —             | —             | 86,88%       | 86,88%       | 2,37%    |        |    |    |    |     |     |     |  |
| ASN | 19-21/set/2024       | 800        | 19,14%              | 26,79%              | 16,75%              | 8,13%         | —             | —             | 29,19%       | 29,19%       | 7,65%    |        |    |    |    |     |     |     |  |
| ASN | 19-21/set/2024       | 800        | 13,89%              | 27,22%              | 18,89%              | 5,57%         | —             | —             | 33,89%       | 33,89%       | 8,33%    |        |    |    |    |     |     |     |  |
| ASN | 19-21/set/2024       | 800        | 20%                 | 20%                 | 25%                 | 2,5%          | —             | —             | 32,5%        | 32,5%        | 5%       |        |    |    |    |     |     |     |  |
| ASN | 19-21/set/2024       | 800        | 29,79%              | 17,02%              | 25,53%              | 3,19%         | —             | —             | 24,47%       | 24,47%       | 4,26%    |        |    |    |    |     |     |     |  |
| ASN | 19-21/set/2024       | 800        | 37,91%              | 20,22%              | 15,16%              | 6,5%          | —             | —             | 20,22%       | 20,22%       | 17,69%   |        |    |    |    |     |     |     |  |
| ASN | 19-21/set/2024       | 800        | 25,75%              | 23,25%              | 18,12%              | 6,14%         | —             | —             | 26,74%       | 26,74%       | 2,50%    |        |    |    |    |     |     |     |  |
| O candidato Thiago Surfista (NOVO) desiste da sua pré-candidatura para se tornar vice-prefeito na chapa de Lucas Sanches (PL)                      |                      |            |                     |                     |                     |               |               |               |              |              |          |        |    |    |    |     |     |     |  |
| Fonte | Data(s) conduzida(s) | Amostragem | Pietá Solidariedade | Wilson Republicanos | Sanches PL          | Alencar PT    | Nakashima PDT | Surfista NOVO | Outros       | Abst. Indec. | Vantagem | Ref.   |    |    |    |     |     |     |  |
| Fonte | Data(s) conduzida(s) | Amostragem |                     |                     |                     |               |               |               | Outros       | Abst. Indec. | Vantagem | Ref.   |    |    |    |     |     |     |  |
| Inteligence | 04-05/jul/2024       | 600        | 17%                 | 18%                 | 8%                  | 7%            | 4%            | 3%            | 3%           | 40%          | 1%       |        |    |    |    |     |     |     |  |
| Inteligence | 04-05/jul/2024       | 600        | 29%                 | 24%                 | 9%                  | 10%           | 7%            | 4%            | 3%           | 14%          | 5%       |        |    |    |    |     |     |     |  |
| Paraná Pesquisas | 15-20/jun/2024       | 800        | 7,8%                | 5,4%                | 3,4%                | 2,2%          | 0,9%          | 0,5%          | 0,4%         | 79,4%        | 2,4%     | [ 24 ] |    |    |    |     |     |     |  |
| Paraná Pesquisas | 15-20/jun/2024       | 800        | 28,1%               | 21,3%               | 12,3%               | 7,1%          | 8,5%          | 5,3%          | 4,3%         | 13,3%        | 6,8%     | [ 24 ] |    |    |    |     |     |     |  |
| IPEC | 07-10/jun/2024       | 800        | 34%                 | 12%                 | 7%                  | 8%            | 6%            | 4%            | 3%           | 27%          | 22%      |        |    |    |    |     |     |     |  |
| Inteligence | 29-31/mai/2024       | 600        | 19%                 | 15%                 | 8%                  | 5%            | 5%            | 2%            | 3%           | 43%          | 4%       |        |    |    |    |     |     |     |  |
| Inteligence | 29-31/mai/2024       | 600        | 25%                 | 24%                 | 12%                 | 8%            | 7%            | 4%            | 4%           | 16%          | 1%       |        |    |    |    |     |     |     |  |
| Paraná Pesquisas | 23-28/mai/2024       | 800        | 6,6%                | 4,9%                | 2,8%                | 2,1%          | 0,4%          | 0,4%          | 0,3%         | 82,6%        | 1,7%     | [ 25 ] |    |    |    |     |     |     |  |
| Paraná Pesquisas | 23-28/mai/2024       | 800        | 26,5%               | 22%                 | 10,1%               | 8,5%          | 8,4%          | 5,5%          | 3%           | 16,1%        | 4,5%     | [ 25 ] |    |    |    |     |     |     |  |
| Paraná Pesquisas | 23-28/mai/2024       | 800        | 28,5%               | 24,1%               | 11,3%               | 9,3%          | 9,4%          | —             | —            | 17,5%        | 4,4%     | [ 25 ] |    |    |    |     |     |     |  |
| RealTime Big Data | 26-27/abr/2024       | 1.000      | 6%                  | 4%                  | 2%                  | 2%            | 1%            | —             | 4%           | 76%          | 2%       |        |    |    |    |     |     |     |  |
| RealTime Big Data | 26-27/abr/2024       | 1.000      | 25%                 | 20%                 | 10%                 | 10%           | 7%            | —             | 3%           | 25%          | 5%       |        |    |    |    |     |     |     |  |
| Paraná Pesquisas | 28-mar/02-abr/2024   | 800        | 6%                  | 2,1%                | 2,5%                | 2,1%          | 0,8%          | 0,4%          | 7,3%         | 78,9%        | 3,5%     | [ 26 ] |    |    |    |     |     |     |  |
| Paraná Pesquisas | 28-mar/02-abr/2024   | 800        | 29,1%               | 18,6%               | 10,6%               | 10,4%         | 8,5%          | 3,6%          | 3,3%         | 15,9%        | 10,5%    | [ 26 ] |    |    |    |     |     |     |  |
| Paraná Pesquisas | 28-mar/02-abr/2024   | 800        | 28,9%               | 18%                 | 10,4%               | 9,9%          | 8,3%          | 3,4%          | 7,1%         | 14,1%        | 10,9%    | [ 26 ] |    |    |    |     |     |     |  |
| Paraná Pesquisas | 28-mar/02-abr/2024   | 800        | 28,6%               | 18%                 | 10%                 | 10%           | 8%            | —             | 10,6%        | 14,8%        | 10,6%    | [ 26 ] |    |    |    |     |     |     |  |
| Elói Pietá se Filia ao Solidariedade; Martello migra do PDT para o Republicanos.                                                                   |                      |            |                     |                     |                     |               |               |               |              |              |          |        |    |    |    |     |     |     |  |
| Fonte | Data(s) conduzida(s) | Amostragem | Pietá Sem Partido   | Sanches PL          | Wilson Republicanos | Nakashima PDT | Surfista NOVO | Alencar PT    | Outros       | Abst. Indec. | Vantagem | Ref.   |    |    |    |     |     |     |  |
| Fonte | Data(s) conduzida(s) | Amostragem |                     |                     |                     |               |               |               | Outros       | Abst. Indec. | Vantagem | Ref.   |    |    |    |     |     |     |  |
| IPEC | 24-26/fev/2024       | 800        | 27%                 | 10%                 | 9%                  | 7%            | 6%            | 4%            | 6%           | —            | 10%      |        |    |    |    |     |     |     |  |
| IPEC | 24-26/fev/2024       | 800        | 33%                 | 15%                 | 15%                 | —             | —             | 6%            | —            | —            | 18%      |        |    |    |    |     |     |     |  |
| Paraná Pesquisas | 15-20/fev/2024       | 800        | 4,4%                | 1,1%                | 1,8%                | 0,9%          | 0,8%          | 2,4%          | 8,6%         | —            | 2,6%     | [ 27 ] |    |    |    |     |     |     |  |
| Paraná Pesquisas | 15-20/fev/2024       | 800        | 28,7%               | 9,4%                | 20,4%               | —             | —             | 7,9%          | 18,8%        | —            | 8,3%     | [ 27 ] |    |    |    |     |     |     |  |
| Paraná Pesquisas | 15-20/fev/2024       | 800        | 29%                 | —                   | 21%                 | 13,5%         | 6,8%          | 9,3%          | 5,4%         | —            | 8%       | [ 27 ] |    |    |    |     |     |     |  |
| Paraná Pesquisas | 15-20/fev/2024       | 800        | 29,8%               | —                   | 22,9%               | —             | —             | 8,4%          | 21,8%        | —            | 6,9%     | [ 27 ] |    |    |    |     |     |     |  |
| Elói Pietá deixa o PT; Fran Corrêa migra do PSDB para o MDB; Lucas Sanches migra do Progressistas para o PL; Ticiano migra do Cidadania para o PSD |                      |            |                     |                     |                     |               |               |               |              |              |          |        |    |    |    |     |     |     |  |
| Fonte | Data(s) conduzida(s) | Amostragem | Pietá PT            | Xerife Republicanos | Nakashima PDT       | Americano PSD | Sanches PP    | Fran PSDB     | Outros       | Abst. Indec. | Vantagem | Ref.   |    |    |    |     |     |     |  |
| Fonte | Data(s) conduzida(s) | Amostragem |                     |                     |                     |               |               |               | Outros       | Abst. Indec. | Vantagem | Ref.   |    |    |    |     |     |     |  |
| RealTime Big Data | 13-14/set/2023       | 1000       | 29%                 | 19%                 | 14%                 | 8%            | 5%            | —             | —            | —            | 10%      |        |    |    |    |     |     |     |  |
| RealTime Big Data | 13-14/set/2023       | 1000       | —                   | 21%                 | 16%                 | 10%           | 7%            | —             | 8%           | —            | 5%       |        |    |    |    |     |     |     |  |
| RealTime Big Data | 13-14/set/2023       | 1000       | —                   | 20%                 | 14%                 | 7%            | 7%            | 5%            | 19%          | —            | 6%       |        |    |    |    |     |     |     |  |
| RealTime Big Data | 13-14/set/2023       | 1000       | 26%                 | 16%                 | 11%                 | 7%            | 5%            | 5%            | 10%          | —            | 10%      |        |    |    |    |     |     |     |  |
| Paraná Pesquisas | 22-25/jul/2023       | 717        | 4,3%                | 0,4%                | 0,8%                | 0,1%          | 1%            | 0,1%          | 7,8%         | 85,4%        | 3,3%     | [ 28 ] |    |    |    |     |     |     |  |
| Paraná Pesquisas | 22-25/jul/2023       | 717        | —                   | 23,3%               | 15,5%               | 5,4%          | 8,2%          | —             | 29,2%        | 18,4%        | 8%       | [ 28 ] |    |    |    |     |     |     |  |
| Paraná Pesquisas | 22-25/jul/2023       | 717        | 28%                 | 18,7%               | 12,3%               | 4,5%          | 6,7%          | —             | 16,7%        | 13,1%        | 9,3%     | [ 28 ] |    |    |    |     |     |     |  |
| Paraná Pesquisas | 22-25/jul/2023       | 717        | —                   | 26,5%               | 18%                 | 6,7%          | 9,1%          | —             | 16,6%        | 23,1%        | 8,5%     | [ 28 ] |    |    |    |     |     |     |  |
| Paraná Pesquisas | 22-25/jul/2023       | 717        | —                   | 34%                 | —                   | 8,4%          | —             | —             | 25,3%        | 32,2%        | 20,8%    | [ 28 ] |    |    |    |     |     |     |  |

### Segundo turno
As pesquisas de segundo turno, começaram a serem feitas, após a definição de segundo turno, quando Lucas Sanches (PL), conquistou 33,25% dos votos, contra Elói Pietá (Solidariedade), que conquistava 29,81% dos votos.

#### Pesquisas espontâneas e estimuladas
| Fonte             | Data(s) conduzida(s) | Amostragem | Sanches PL        | Pietá Solidariedade | Abst. Indec. | Vantagem | Ref. |       |     |     |    |     |  |
| ----------------- | -------------------- | ---------- | ----------------- | ------------------- | ------------ | -------- | ---- | ----- | --- | --- | -- | --- |  |
| Fonte             | Data(s) conduzida(s) | Amostragem | RealTime Big Data | 23-24/Out/2024      | Abst. Indec. | Vantagem | Ref. | 1.000 | 54% | 37% | 9% | 17% |  |
| VOX               | 21-23/Out/2024       | 1.200      | 39,2%             | 29,4%               | 31,4%        | 9,80%    |      |       |     |     |    |     |  |
| VOX               | 21-23/Out/2024       | 1.200      | 54,8%             | 38,3%               | 6,9%         | 16,5%    |      |       |     |     |    |     |  |
| Veritá            | 18-23/Out/2024       | 1.010      | 46,3%             | 39,2%               | 14,5%        | 7,1%     |      |       |     |     |    |     |  |
| ASN               | 19-22/Out/2024       | 800        | 33%               | 23,25%              | 43,75%       | 9,75%    |      |       |     |     |    |     |  |
| ASN               | 19-22/Out/2024       | 800        | 46,12%            | 33,38%              | 20,5%        | 12,74%   |      |       |     |     |    |     |  |
| VOX               | 17-19/Out/2024       | 1.200      | 38,5%             | 28,8%               | 37,7%        | 9,7%     |      |       |     |     |    |     |  |
| VOX               | 17-19/Out/2024       | 1.200      | 53,6%             | 37,7%               | 8,7%         | 15,9%    |      |       |     |     |    |     |  |
| Paraná Pesquisa   | 13-16/Out/2024       | 800        | 37,3%             | 28,2%               | 34,5%        | 9,1%     |      |       |     |     |    |     |  |
| Paraná Pesquisa   | 13-16/Out/2024       | 800        | 52,3%             | 37,4%               | 10,4%        | 14,9%    |      |       |     |     |    |     |  |
| RealTime Big Data | 15-16/Out/2024       | 1.000      | 52%               | 37%                 | 11%          | 15%      |      |       |     |     |    |     |  |
| ASN               | 10-12/Out/2024       | 800        | 40,62%            | 38,5%               | 20,88%       | 2,12%    |      |       |     |     |    |     |  |
| VOX               | 08-10/Out/2024       | 1.200      | 34,3%             | 29,6%               | 36,1%        | 4,7%     |      |       |     |     |    |     |  |
| VOX               | 08-10/Out/2024       | 1.200      | 50,4%             | 38,5%               | 11,1%        | 11,9%    |      |       |     |     |    |     |  |
| Paraná Pesquisas  | 07-10/Out/2024       | 1.200      | 33,6%             | 27,8%               | 38,4%        | 5,8%     |      |       |     |     |    |     |  |
| Paraná Pesquisas  | 07-10/Out/2024       | 1.200      | 48,9%             | 40,3%               | 10,8%        | 8,6%     |      |       |     |     |    |     |  |

#### Votos válidos
| Fonte             | Data(s) conduzida(s) | Amostragem | Sanches PL        | Pietá Solidariedade | Vantagem | Ref. |       |     |     |     |  |
| ----------------- | -------------------- | ---------- | ----------------- | ------------------- | -------- | ---- | ----- | --- | --- | --- |  |
| Fonte             | Data(s) conduzida(s) | Amostragem | RealTime Big Data | 23-24/Out/2024      | Vantagem | Ref. | 1.000 | 59% | 41% | 18% |  |
| VOX               | 21-23/Out/2024       | 1.200      | 58,9%             | 41,1%               | 17,8%    |      |       |     |     |     |  |
| Veritá            | 18-23/Out/2024       | 1.010      | 54,2%             | 45,8%               | 8,4%     |      |       |     |     |     |  |
| ASN               | 19-22/Out/2024       | 800        | 57,93             | 42,07               | 15,86%   |      |       |     |     |     |  |
| VOX               | 17-19/Out/2024       | 1.200      | 58,7%             | 41,3%               | 17,4%    |      |       |     |     |     |  |
| RealTime Big Data | 15-16/Out/2024       | 1.000      | 58%               | 42%                 | 16%      |      |       |     |     |     |  |
| VOX               | 08-10/Out/2024       | 1.200      | 56,7%             | 43,3%               | 13,4%    |      |       |     |     |     |  |

#### Cenário hipotético
| Fonte | Data(s) conduzida(s) | Amostragem | Wilson Republicanos | Pietá Solidariedade | Abst. Indec. | Vantagem | Ref. |      |     |     |     |    |        |
| ----- | -------------------- | ---------- | ------------------- | ------------------- | ------------ | -------- | ---- | ---- | --- | --- | --- | -- | ------ |
| Fonte | Data(s) conduzida(s) | Amostragem | RealTime Big Data   | 17-19/Ago/2024      | Abst. Indec. | Vantagem | Ref. | 1000 | 41% | 36% | 23% | 5% | [ 29 ] |

## Resultados

### Eleição para Prefeito

#### Desempenho Geral
| Candidato a prefeito     | Candidato a prefeito        | Candidato(a) a vice-prefeito(a) | Primeiro turno 6 de outubro | Primeiro turno 6 de outubro | Segundo turno 27 de outubro | Segundo turno 27 de outubro |
| Candidato a prefeito     | Candidato a prefeito        | Candidato(a) a vice-prefeito(a) | Votação                     | Votação                     | Votação                     | Votação                     |
| Candidato a prefeito     | Candidato a prefeito        | Candidato(a) a vice-prefeito(a) | Total                       | Percentagem                 | Total                       | Percentagem                 |
| ------------------------ | --------------------------- | ------------------------------- | --------------------------- | --------------------------- | --------------------------- | --------------------------- |
|                          | Lucas Sanches (PL)          | Thiago Surfista (NOVO)          | 213.312                     | 33,25%                      | 361.971                     | 58,55%                      |
|                          | Elói Pietá (Solidariedade)  | Fran Correa (MDB)               | 191.188                     | 29,81%                      | 256.295                     | 41,45%                      |
|                          | Jorge Wilson (Republicanos) | Edna Sarlo (PRTB)               | 129.056                     | 20,12%                      | Não participaram            | Não participaram            |
|                          | Alencar Santana (PT)        | Milene Kobayashi (Agir)         | 62.031                      | 09,67%                      | Não participaram            | Não participaram            |
|                          | Márcio Nakashima (PDT)      | Josinaldo Cabeça (PDT)          | 42.034                      | 06,55%                      | Não participaram            | Não participaram            |
|                          | Waldomiro Ramos (PSB)       | Claudia Papotto (PSB)           | 3.801                       | 00,59%                      | Não participaram            | Não participaram            |
| → Total de votos válidos | → Total de votos válidos    | → Total de votos válidos        | 641.322                     | 86,00%                      | 618.266                     | 89,52%                      |
| → Votos em branco        | → Votos em branco           | → Votos em branco               | 41.079                      | 05,51%                      | 24.611                      | 03,53%                      |
| → Votos nulos            | → Votos nulos               | → Votos nulos                   | 63.349                      | 08,49%                      | 47.800                      | 06,92%                      |
| Total                    | Total                       | Total                           | 745.750                     | 78,35%                      | 690.677                     | 72,57%                      |
| Abstenções               | Abstenções                  | Abstenções                      | 206.048                     | 21,65%                      | 261.121                     | 27,43%                      |
| Total de inscritos       | Total de inscritos          | Total de inscritos              | 951.798                     | 100,00%                     | 951.798                     | 100,00%                     |

| Partido | Partido       | Candidato        | Votos   | Votos (%) |
| ------- | ------------- | ---------------- | ------- | --------- |
|         | PL            | Lucas Sanches    | 213 212 | 33,25%    |
|         | Solidariedade | Elói Pietá       | 191 198 | 29,81%    |
|         | Republicanos  | Jorge Wilson     | 129 056 | 20,12%    |
|         | PT            | Alencar Santana  | 62 040  | 9,67%     |
|         | PDT           | Márcio Nakashima | 42 034  | 6,55%     |
|         | PSB           | Waldomiro Ramos  | 3 761   | 0,59%     |
| Totais  | Totais        | Totais           | 641 301 |           |

| Partido | Partido       | Candidato     | Votos   | Votos (%) |
| ------- | ------------- | ------------- | ------- | --------- |
|         | PL            | Lucas Sanches | 361 971 | 58,55%    |
|         | Solidariedade | Elói Pietá    | 256 295 | 41,45%    |
| Totais  | Totais        | Totais        | 618 266 |           |

### Desempenho por Zona Eleitoral

#### Primeiro Turno
| 176ª ZE | 32 902 (35,29%)  | 24 233 (26,05%)  | 20 739 (22,30%)  | 15 117 (16,27%)  | 92 991  |
| 185ª ZE | 29 165 (28,06%)  | 37 378 (35,96%)  | 18 340 (17,64%)  | 19 059 (18,34%)  | 103 942 |
| 278ª ZE | 25 613 (37,15%)  | 16 053 (23,28%)  | 14 916 (21,63%)  | 12 337 (17,95%)  | 68 919  |
| 279ª ZE | 29 698 (34,33%)  | 24 835 (28,70%)  | 17 978 (20,78%)  | 14 008 (16,18%)  | 86 519  |
| 393ª ZE | 31 190 (35,79%)  | 23 635 (27,12%)  | 17 831 (20,46%)  | 14 501 (16,64%)  | 87 157  |
| 394ª ZE | 37 470 (33,22%)  | 37 321 (33,08%)  | 19 587 (17,36%)  | 18 430 (16,33%)  | 112 808 |
| 395ª ZE | 27 174 (30,54%)  | 27 743 (31,18%)  | 19 665 (22,10%)  | 14 383 (16,17%)  | 88 965  |
| Total   | 213 212 (33,25%) | 191 198 (29,81%) | 129 056 (20,12%) | 107 835 (16,81%) | 641 301 |

#### Segundo Turno
| 176ª ZE | 56 735 (63,92%)  | 32 018 (36,08%)  | 88 753  |
| 185ª ZE | 49 845 (49,65%)  | 50 556 (50,35%)  | 100 401 |
| 278ª ZE | 43 148 (65,17%)  | 23 059 (34,83%)  | 66 207  |
| 279ª ZE | 50 006 (60,33%)  | 32 875 (39,67%)  | 82 881  |
| 393ª ZE | 52 552 (62,61%)  | 31 381 (37,39%)  | 83 933  |
| 394ª ZE | 59 661 (54,43%)  | 49 959 (45,57%)  | 109 620 |
| 395ª ZE | 50 024 (57,85%)  | 36 447 (42,15%)  | 86 471  |
| Total   | 361 971 (58,55%) | 256 295 (41,45%) | 618 266 |

### Camara dos Vereadores

Fachada da Câmara Municipal de Guarulhos, Inaugurada em abril de 2021. Essa será a primeira legislatura de vereadores no novo prédio.

Em 2025, 34 vereadores tomarão posse na Câmara dos Vereadores de Guarulhos. Após 73 anos no bairro do Centro, a câmara municipal se muda para o bairro da Vila Augusta, no local onde ficava instalado as Tapetes Lourdes, que declarou falência em 2011.
A aquisição do prédio foi realizada pelo então presidente da Câmara dos Vereadores, Eduardo Soltur, e em abril de 2021, foi inaugurada a nova sede, no mandato de Miguel Martello. Em 2025, terá a primeira legislatura a tomar posse  
|                      |                       |         |        |                     |                 |            |
| Resumo (por partido) |                       |         |        |                     |                 |            |
| Partido              | Partido               | Votos   | %      | Vereadores          | Vereadores      | Vereadores |
| Partido              | Partido               | Votos   | %      | 2020                | 2024            | 2024       |
|                      | Republicanos          | 81.770  | 12,49% | 2 / 34              | 5 / 34          | 3          |
|                      | PSD                   | 71.851  | 10,97% | 7 / 34              | 5 / 34          | 2          |
|                      | PT                    | 58.235  | 08,89% | 5 / 34              | 3 / 34          | 2          |
|                      | PL                    | 45.462  | 06,94% | 0 / 34              | 2 / 34          | 2          |
|                      | MOBILIZA              | 43.999  | 06,72% | 0 / 34              | 3 / 34          | 3          |
|                      | DC                    | 43.223  | 06,60% | 2 / 34              | 3 / 34          | 1          |
|                      | NOVO                  | 32.112  | 04,90% | 0 / 34              | 2 / 34          | 2          |
|                      | MDB                   | 28.526  | 04,36% | 1 / 34              | 1 / 34          | 0          |
|                      | Solidariedade         | 28.424  | 04,34% | 0 / 34              | 1 / 34          | 1          |
|                      | União Brasil          | 25.878  | 03,95% | Partido Inexistente | 1 / 34          | 1          |
|                      | PRTB                  | 24.587  | 03,76% | 0 / 34              | 1 / 34          | 1          |
|                      | PDT                   | 22.945  | 03,50% | 1 / 34              | 1 / 34          | 0          |
|                      | PSB                   | 20.292  | 03,10% | 1 / 34              | 1 / 34          | 0          |
|                      | Progressistas         | 16.489  | 02,52% | 1 / 34              | 1 / 34          | 0          |
|                      | PSOL                  | 16.375  | 02,50% | 1 / 34              | 1 / 34          | 0          |
|                      | Cidadania             | 14.557  | 02,22% | 2 / 34              | 1 / 34          | 1          |
|                      | PMB                   | 14.248  | 02,18% | 0 / 34              | 0 / 34          | 0          |
|                      | Podemos               | 12.303  | 01,88% | 0 / 34              | 0 / 34          | 0          |
|                      | Rede Sustentabilidade | 12.143  | 01,85% | 0 / 34              | 1 / 34          | 1          |
|                      | Agir                  | 11.537  | 01,76% | 3 / 34              | 0 / 34          | 3          |
|                      | Avante                | 10.528  | 01,61% | 0 / 34              | 0 / 34          | 0          |
|                      | PSDB                  | 8.966   | 01,37% | 2 / 34              | 0 / 34          | 2          |
|                      | PCdoB                 | 7.384   | 01,13% | 0 / 34              | 1 / 34          | 1          |
|                      | Partido Verde         | 475     | 00,07% | 0 / 34              | 0 / 34          | 0          |
|                      | PSC                   | 0       | 00,00% | 2 / 34              | Partido Extinto | 2          |
|                      | Patriota              | 0       | 00,00% | 2 / 34              | Partido Extinto | 2          |
|                      | Democratas            | 0       | 00,00% | 1 / 34              | Partido Extinto | 1          |
|                      | PTB                   | 0       | 00,00% | 1 / 34              | Partido Extinto | 1          |
| Votos válidos        | Votos válidos         | 654.735 | 100%   | 34 / 34             | 34 / 34         | 34 / 34    |
| Votos válidos        | Votos válidos         | 654.735 | 87,80% |                     |                 |            |
| Votos em branco      | Votos em branco       | 49.040  | 06,58% |                     |                 |            |
| Votos nulos          | Votos nulos           | 41.975  | 05,63% |                     |                 |            |
| Comparecimento       | Comparecimento        | 745.750 | 100%   |                     |                 |            |
| Comparecimento       | Comparecimento        | 745.750 | 78,35% |                     |                 |            |
| Abstenções           | Abstenções            | 206.048 | 21,65% |                     |                 |            |
| Eleitorado apto      | Eleitorado apto       | 951.798 | 100%   |                     |                 |            |

#### Vereadores Eleitos e Reeleitos
| Candidato                        | Candidato                | Partido                  | Partido                  | Votação                  | Votação                  | Votação                  | Cidade onde nasceu       | Unidade Federativa |
| Candidato                        | Candidato                | Partido                  | Partido                  | Votos                    | %                        | Eleito(a) por            | Cidade onde nasceu       | Unidade Federativa |
| -------------------------------- | ------------------------ | ------------------------ | ------------------------ | ------------------------ | ------------------------ | ------------------------ | ------------------------ | ------------------ |
| Delegado Gustavo Mesquita        |                          |                          | Republicanos             | 18.841                   | 2,88%                    | QP                       | Guarulhos                | São Paulo          |
| Ticiano                          |                          |                          | PSD                      | 15.476                   | 2,36%                    | QP                       | Juazeiro do Norte        | Ceará              |
| Luis da Sede                     |                          |                          | PSD                      | 11.142                   | 1,70%                    | QP                       | Pereiro                  | Ceará              |
| Lauri Rocha                      |                          |                          | PSD                      | 10.770                   | 1,64%                    | QP                       | Lins                     | São Paulo          |
| Karina Soltur                    |                          |                          | PSD                      | 9.780                    | 1,49%                    | MÉDIA                    | Barretos                 | São Paulo          |
| Janete Pietá                     |                          |                          | REDE                     | 9.710                    | 1,48%                    | QP                       | Rio de Janeiro           | Rio de Janeiro     |
| Geleia Protetor                  |                          |                          | PSD                      | 9.841                    | 1,45%                    | MÉDIA                    | São Paulo                | São Paulo          |
| André Alves                      |                          |                          | Cidadania                | 9.329                    | 1,42%                    | QP                       | Guarulhos                | São Paulo          |
| Fernanda Curti                   |                          |                          | PT                       | 9.236                    | 1,41%                    | QP                       | Guarulhos                | São Paulo          |
| Rafael Acosta                    |                          |                          | PSB                      | 8.619                    | 1,32%                    | QP                       | Guarulhos                | São Paulo          |
| Junior Caicara                   |                          |                          | NOVO                     | 8.393                    | 1,28%                    | QP                       | Guarulhos                | São Paulo          |
| Santiago                         |                          |                          | PL                       | 8.071                    | 1,23%                    | QP                       | Petrolina                | Pernambuco         |
| Prof Rômulo                      |                          |                          | PT                       | 7.740                    | 1,18%                    | QP                       | Comercinho               | Minas Gerais       |
| Marcelo Seminaldo                |                          |                          | PT                       | 7.631                    | 1,17%                    | QP                       | Guarulhos                | São Paulo          |
| Gilvan Passos                    |                          |                          | Republicanos             | 7.163                    | 1,09%                    | QP                       | São Paulo                | São Paulo          |
| Carlinda Tinoco                  |                          |                          | Republicanos             | 7.161                    | 1,09%                    | QP                       | Ibirataia                | Bahia              |
| Martello                         |                          |                          | Republicanos             | 7.010                    | 1,07%                    | QP                       | Guarulhos                | São Paulo          |
| Lamé                             |                          |                          | PCdoB                    | 6.958                    | 1,06%                    | MÉDIA                    | Gaza                     | Líbano             |
| Danilo Gomes                     |                          |                          | Republicanos             | 6.361                    | 0,97%                    | MÉDIA                    | Guarulhos                | São Paulo          |
| Pr. Anistaldo                    |                          |                          | Mobiliza                 | 6.243                    | 0,95%                    | QP                       | Santa Luzia do Norte     | Alagoas            |
| Welliton Bezerra                 |                          |                          | PRTB                     | 5.493                    | 0,84%                    | QP                       | Gravatá                  | Pernambuco         |
| Carlos Veloso                    |                          |                          | NOVO                     | 5.395                    | 0,82%                    | MÉDIA                    | Quipapá                  | Pernambuco         |
| Biriba                           |                          |                          | DC                       | 5.094                    | 0,78%                    | QP                       | Guarulhos                | São Paulo          |
| Pr. Adalberto                    |                          |                          | Mobiliza                 | 4.984                    | 0,76%                    | QP                       | Itanhém                  | Bahia              |
| Alemão do Transporte             |                          |                          | DC                       | 4.799                    | 0,73%                    | QP                       | Picos                    | Piauí              |
| Edmilson                         |                          |                          | PSOL                     | 4.698                    | 0,72%                    | MÉDIA                    | São Paulo                | São Paulo          |
| Daniel Santos                    |                          |                          | Progressistas            | 4.449                    | 0,68%                    | MÉDIA                    | Guarulhos                | São Paulo          |
| Guto Tavares                     |                          |                          | PDT                      | 4.324                    | 0,66%                    | QP                       | Nova Andradina           | Mato Grosso do Sul |
| Kleber Ribeiro                   |                          |                          | PL                       | 4.033                    | 0,62%                    | QP                       | São Paulo                | São Paulo          |
| Mauricio Guti                    |                          |                          | Mobiliza                 | 3.971                    | 0,61%                    | MÉDIA                    | São Paulo                | São Paulo          |
| Rafa Marques                     |                          |                          | MDB                      | 3.929                    | 0,60%                    | QP                       | São Paulo                | São Paulo          |
| Dr. Laércio Sandes               |                          |                          | União Brasil             | 3.890                    | 0,59%                    | QP                       | Goioerê                  | Paraná             |
| Daniel Alves O Capivara          |                          |                          | DC                       | 3.873                    | 0,59%                    | MÉDIA                    | Guarulhos                | São Paulo          |
| Leandro Dourado                  |                          |                          | Solidariedade            | 2.896                    | 0,44%                    | QP                       | São Paulo                | São Paulo          |
| Estatísticas da Câmara Municipal |                          |                          |                          |                          |                          |                          |                          |                    |
| Vereadores Eleitos(as)           | Vereadores Eleitos(as)   | Vereadores Eleitos(as)   | Vereadores Eleitos(as)   | Vereadores Eleitos(as)   | Vereadores Eleitos(as)   | Vereadores Eleitos(as)   | Vereadores Eleitos(as)   | 15 / 34            |
| Vereadores Reeleitos(as)         | Vereadores Reeleitos(as) | Vereadores Reeleitos(as) | Vereadores Reeleitos(as) | Vereadores Reeleitos(as) | Vereadores Reeleitos(as) | Vereadores Reeleitos(as) | Vereadores Reeleitos(as) | 19 / 34            |
| Vereadores Homens                | Vereadores Homens        | Vereadores Homens        | Vereadores Homens        | Vereadores Homens        | Vereadores Homens        | Vereadores Homens        | Vereadores Homens        | 29 / 34            |
| Vereadoras Mulheres              | Vereadoras Mulheres      | Vereadoras Mulheres      | Vereadoras Mulheres      | Vereadoras Mulheres      | Vereadoras Mulheres      | Vereadoras Mulheres      | Vereadoras Mulheres      | 5 / 34             |